# スゲ (モンゴル部)
スゲ（モンゴル語: Süge、生没年不詳）は、モンゴル帝国及び大元ウルスに仕えた将軍の一人。『元史』などの漢文史料では速哥(sùgē)と記される。

## 概要
スゲの一族はモンゴル部の出身で、父のクラクルは国王ムカリの磨下にあって金朝との戦いに従事した人物であった。スゲもまた若い頃から強壮なことで知られ、1254年（甲寅）にはモンケの命によってテケ・コルチの指揮する南宋領蜀方面侵攻に従軍することとなった。1255年（乙卯）には劉七哥とアリー率いる部隊が巴州で南宋軍と戦って劣勢に陥ったが、スゲの奮戦によって劉七哥は生還することができ、この功績によって白金50両を与えられた。その後は四川方面軍の総司令官都元帥ネウリンの指揮下に入り、三曹山の戦いでは僅か百の兵で数で上回る南宋軍を打ち破る功績を挙げた。1259年（己未）にはまた涪州の戦いで、不利に陥ったコニチを救出する功績を挙げている。
1259年にモンケが急死すると、帝位を巡って弟のクビライとアリクブケとの間で帝位継承戦争が起こった。時期は不明であるがスゲは上官のネウリンとともにクビライ派につき、内戦の終結後もクビライより引き続き四川方面の侵攻を任されることになった。1267年（至元4年）からはネウリンの息子のイェスデルが四川方面軍の最高指揮官となり、同年には瀘州を攻略した。1268年（至元5年）には徳州のダルガチに任じられ、陝西五路四川行省左右司員外郎となった。1270年（至元7年）にはイェスデルの指揮下で馬湖江の戦いで南末軍を破り、1272年（至元9年）にはガインドゥ/建都の反乱をアウルクチ・イェスデルとともに鎮圧した。ガインドゥの鎮圧戦では千人隊を率いて先鋒を務め、黎州火尾寨等を攻略し、東山の戦いでは敵の酋長を打ち取る功績を挙げている。1273年（至元10年）には七盤山の戦いで南宋軍を破り、1274年（至元11年）からは京兆新軍を率いて水軍の調練を始めた。
1275年（至元12年）、南宋の将軍の昝万寿を麻平で打ち破った。その後、イェスデルよりスゲは城攻めに派遣されたが、攻城戦の最中大地震が起こった。動播した南宋軍は船で逃れようとしたが、スゲは好機とみてこれを追撃して大勝し、南宋兵の溺死者は数えきれないほどであったという。この勝利で紫雲・瀘州・叙州などの諸城が下り、モンゴル軍は遂に四川方面の要衝重慶を包囲した。1276年（至元13年）、全軍を5軍に分けて水陸両面からモンゴル軍は重慶に総攻撃をかけたものの、重慶の守りは強固でモンゴル軍は苦戦を強いられた。しかし、スゲの軍団のみは敵船300を歯獲し、130名を捕虜とする快進撃を見せた。更に、事前に投降の意を書簡で示していた涪州の守将がスゲの進撃を受けて遂に投降し、これによって遂にスゲの軍団は重慶に入城した。重慶守臣の張万はこれを撃退すべく兵を繰り出したが、スゲは一昼夜戦い続けてこれを破り、遂に重慶を陥落させた。1277年（至元14年）には瀘州が反乱を起こし、一度陥落させた重慶も再び包囲を受け、守将の趙安は開城して逃れてしまった。スゲはこれら反乱軍を追撃して破り、これらの功績により重慶夔府等路宣撫・招討両司軍民に任じられた。
1279年（至元16年）には更に四川南道宣慰使に任じられ、成都水軍万戸を統括した。1282年（至元19年）には亦奚不薛蛮の反乱を鎮圧し、1287年（至元24年）には河東陝西等路万戸府ダルガチに移った。1292年（至元29年）には河東陝西等処万戸府ダルガチ、1294年（至元31年）には僉四川行枢密院事をそれぞれ歴任し、新帝オルジェイトゥ・カアン（成宗テムル）の即位まで健在であったが、1295年（元貞元年）に職を辞してその数年後亡くなった。 死後、その地位は息子の寿不赤が継いで河東陝西等処万戸府ダルガチとなった。

## モンゴル帝国の四川駐屯軍
- 成都等路万戸府(成都路)…耶律禿満答児・汪嗣昌一族・劉恩一族
- 嘉定万戸府(嘉定府路)…テムル・ブカ一族
- 保寧万戸府(広元路)…石抹不老一族・汪惟簡一族
- 順慶等処万戸府(順慶路)…不明
- 重慶五路守鎮万戸府(重慶路)…郝和尚抜都一族
- 夔州路万戸府(夔州路)…石抹狗狗一族
- 叙州万戸府(叙州路)
- 河東陝西等処万戸府…スゲ一族